# Hôtel de Boullongne
Pour les articles homonymes, voir Boullongne.
L’hôtel de Boullongne ou hôtel de Montbreton est un ancien hôtel particulier situé au no 23, place Vendôme, dans le 1er arrondissement de Paris.
Il est construit par et pour l'architecte Pierre Bullet entre 1710 et 1712, puis appartient successivement aux familles, Law de Lauriston, Peyrenc de Moras, Tavernier de Boullongne et Boucher, avant d'échoir à la famille Marquet de Montbreton puis à la famille Leemans.
Fugacement propriété du crédit foncier de France, il est racheté par le parfumeur François Coty.
Il appartient, depuis 2003, à l'émir du Qatar et abrite les boutiques des maisons de joaillerie, Cartier et Bulgari.

## Situation
L’hôtel est situé au nord de la place et est mitoyen de l’hôtel de Fontpertuis au no 21, et de l’hôtel Peyrenc de Moras, au no 25.

## Historique
Le terrain est acquis par l’architecte Pierre Bullet, qui y construit son hôtel de 1710 à 1712.
En 1716, ce dernier s’y éteint, et son fils, l’architecte Jean-Baptiste Bullet de Chamblain en hérite puis le vend en 1719, au financier John Law de Lauriston.
Le 17 juillet 1720, Law manque d’y être massacré, à la suite de la chute de son système, et à partir de décembre 1720, il est contraint à l'exil.
En 1723, après la mort du Régent, son protecteur, il est interdit de séjour en France et ses biens sont confisqués puis transmis à sa fille, Marie-Catherine. La même année, l'ancien perruquier Abraham Peyrenc de Moras, fortement enrichi grâce au système de Law, acquiert l’hôtel, ainsi que celui du no 25.
Jugeant finalement l’hôtel très peu à la hauteur de sa nouvelle condition, Peyrenc de Moras, fait construire l’hôtel de Biron et revend celui-ci à Guillaume Tavernier de Boullongne, qui y fait réaliser des décors par le peintre Nicolas Lancret.
En 1743, à la suite de son décès, l’hôtel est transmis à son fils, Guillaume-Pierre Tavernier de Boullongne, trésorier général des colonies françaises en Amérique. Grand propriétaire terrien et planteur à Basse-Terre en Guadeloupe, de Boullongne, se sépare de son hôtel en 1750, en faveur d’une de ses connaissances, Jean-Baptiste-Jacques Boucher, intendant et trésorier des colonies en Amérique.
La veuve de ce dernier le revend en 1768, au financier Jean-Daniel Marquet de Montbreton, receveur des finances de Grenoble. Les descendants de celui-ci vendent l’hôtel à la famille Leemans, en 1811, laquelle le conserve pendant une cinquantaine d’année, avant qu’il ne devienne, comme beaucoup d’immeubles de la place, propriété du crédit foncier de France.
Dans les années 1840-1860, l’hôtel est loué au duc Edmond de La Croix de Castries, en attendant le profond remaniement de son hôtel de Castries.
De 1850 à 1869, l’hôtel accueille la boutique de l’horloger François Czapek, horloger personnel de l’empereur Napoléon III et fournisseur officiel de la cour impériale.
De 1858 à 1915, le bottier Hellstern & Sons, fournisseur de nombreuses cours royales et impériales européennes, s’installe au rez-de-chaussée.
En 1907, l’hôtel est acheté par l’homme d’affaires et parfumeur François Coty, qui y installe sa boutique dès l’année suivante.
De 1900 à 1932, le premier étage est loué aux marchands d’art, Germain et Jacques Seligmann, qui y installent leur galerie d’art, conjointement à l’hôtel de Monaco, qu’ils achètent en 1909.
L’hôtel est propriété de la société américaine Coty, qui le conserve jusqu’en 2003, année où l’émir du Qatar, l’acquiert, conjointement à l’hôtel d’Évreux, voisin du no 19.
Depuis 1975, le joaillier Cartier y est installé, ainsi que le joaillier Bulgari, depuis 1979, qui y installe son siège après son rachat par le groupe LVMH.

## Protection
L’hôtel est classé aux monuments historiques, pour ses façades et toitures, par arrêté du 3 avril 1931.